# Campyloneurum coarctatum
Campyloneurum coarctatum là một loài thực vật có mạch trong họ Polypodiaceae. Loài này được (Kunze) Fée miêu tả khoa học đầu tiên năm 1852.